# ميخائيل جوزيف هايز
ميخائيل جوزيف هايز (بالإنجليزية: Michael Joseph Hayes)‏ هو عسكري أمريكي، ولد في 1894 في يونغزتاون في الولايات المتحدة، وتوفي في 14 أكتوبر 1918 في Saint-Juvin ‏ في فرنسا.